# Torchlight
Torchlight – gra komputerowa z gatunku hack and slash wyprodukowana przez Runic Games i wydana 27 października 2009 roku na system Microsoft Windows. Gra w klimacie fantasy osadzona w fikcyjnym mieście Torchlight oraz pobliskich rozległych podziemiach i jaskiniach. Poszukiwacze przygód eksplorują lokacje w celu zdobycia cennych łupów oraz zmierzenia się z hordami rozmaitych potworów. Gra zajęła 13 miejsce na liście 25 najlepszych gier hack and slash według serwisu Gry-Online.
20 września 2012 roku wydana została kontynuacja gry o nazwie Torchlight II.

## Fabuła
W fantastycznym świecie Torchlight istnieje tajemniczy minerał zwany Żarem, który ma moc nasycania ludzi oraz przedmiotów magią. Górnicze miasteczko Torchlight zostało zbudowane nad bogatymi złożami Żaru, dlatego bohaterowie ściągają tam ze wszystkich zakątków świata w poszukiwaniu tej magicznej substancji, oraz zaczarowanych przedmiotów, które zostały dzięki niej stworzone. Jednakże w miarę eksploracji kopalni znajdujących się pod miastem, gracz odkrywa, że Żar ma bardzo destrukcyjny wpływ na otoczenie i w przeszłości doprowadził do upadku dawnych cywilizacji oraz że także obecnie jest ogromnym zagrożeniem dla świata. Gracz stopniowo poznaje podziemia, które okazują się "warstwowym tortem" starożytnej cywilizacji. Ostatecznie musi zmierzyć się z czarnym charakterem, który jest źródłem destrukcyjnych mocy.

## Rozgrywka
Gracz kontroluje jednego bohatera, który przemierza losowo wygenerowane jaskinie, gdzie walczy z dużymi ilościami przeciwników oraz zbiera ekwipunek, złoto i inne łupy. Jest również możliwość odwiedzania jednego miasta w celu kupna lub sprzedaży przedmiotów bohaterom niezależnym oraz w celu otrzymania kolejnych zadań. W miarę zagłebiania się w kolejne poziomy podziemi, przed graczem odkrywają się kolejne zadania, bitwy oraz unikalni bossowie związani z głównym wątkiem fabuły. Opcjonalnie, gracz może wypełniać zadania poboczne oraz odwiedzać dodatkowe podziemia. Grafika wyświetlana jest w trybie 3D w widoku od góry, który przypomina nieco rzut izometryczny zastosowany w oryginalnym Diablo. Do sterowania postacią używa się głównie myszy oraz skrótów klawiszowych.
Gra generuje każdy poziom podziemi poprzez grupowanie „fragmentów” środowiska. Każdy fragment został ręcznie zaprojektowany i może składać się z kilku pomieszczeń, które zawierają przypisane do nich wydarzenia oraz interaktywne obiekty takie jak dźwignie, które otwierają ukryte drzwi oraz opuszczają ruchome mosty. Takie podejście do generowania poziomów ma na celu stworzenie otoczenia o większej złożoności.
Podobnie jak w grze Fate, gracze na stałe otrzymują chowańca, który towarzyszy im w walce oraz może przenosić i sprzedawać łupy. Jako wyjściowe zwierzę, gracz może wybrać psa lub kota, jednak istnieje możliwość nakarmienia towarzysza rybą, która zmienia je w inne stworzenie.
Ciekawym rozwiązaniem w grze jest „system emerytalny”, dzięki któremu gracze mogą przekazywać dziedzictwo w postaci przedmiotu, ze starej postaci, do nowo stworzonej.

### Klasy postaci
W Torchlight do wyboru są trzy klasy postaci:
- Niszczyciel (ang. Destroyer) – jest wojownikiem wytrenowanym w walce wręcz. Posiada jednak zdolność przywoływania duchów przodków w celu posłużenia się magią.
- Alchemik (ang. Alchemist) – jest magiem, który korzysta z magicznej mocy złóż Żaru. Może miotać magicznymi pociskami i strumieniami elektryczności oraz przywoływać stwory takie jak chochliki czy golemy.
- Pogromca (ang. Vanquisher) – jest elitarną strażniczką, wysłaną potajemnie do Torchlight, aby odkryć tajemnice miasta. Specjalizuje się w broni strzeleckiej, używa również pułapek, które ułatwiają pokonywanie przeciwników.

Gracz rozwija swoją postać poprzez umieszczanie punktów w drzewkach umiejętności, które różnią się w zależności od klasy (każda klasa posiada 3 osobne drzewka). W późniejszych etapach gry, istnieje możliwość nauczenia się czarów ze znalezionych, lub kupionych zwojów.

## Tworzenie
Wstępne prace nad Torchlight rozpoczęły się w sierpniu 2008 roku, wkrótce po rozwiązaniu Flagship Studios. Studio Runic Games zostało założone przez Travisa Baldree (główny twórca gier Fate oraz Mythos) oraz weteranów z Blizzard North oraz Flagship: Maxa Schaefera, Ericha Schaefera oraz Petera Hu. Cała ekipa Flagship ze Seattle (gałąź studia odpowiedzialna w całości za grę Mythos), składająca się z 14 ludzi dołączyła do projektu w trakcie jego powstawania. Ponieważ Runic Games utraciła prawa do Mythos, członkowie zespołu w stworzeniu nowej gry widzieli szansę na „skończenie tego, co zaczęli”. Jednakże musieli zacząć od zera, ponieważ nie mieli dostępu ani do kodu, ani do grafik z gry Mythos. Założyciele firmy zdecydowali, że „powrócą do korzeni” za pomocą małej gry, którą będą mogli z czasem udoskonalać. Produkcja gry na pełną skalę, rozpoczęła się w listopadzie 2008 roku, z 11-miesięcznym planowym czasem pracy. W lipcu 2009 roku w ekipie Runic Games pracowało już 25 osób.
W swoim artykule na portalu o grach „Gamsutra”, dyrektor artystyczny Runic Games Jason Beck wyjaśnił, że styl grafiki Torchlight jest inspirowany komiksami oraz filmami animowanymi. Wykorzystano stylizowane projekty postaci oraz szczegółowo dopracowane tekstury otoczenia. Zespół zdecydował się aby nadać grze „lżejszy”, bardziej przystępny ton świata fantasy zamiast mrocznego i „szorstkiego” otoczenia.
Gra korzysta z open source’owego silnika graficznego OGRE uzupełnionego i dopracowanego przez Runic Games. Została zaprojektowana tak, aby mogła zostać uruchomiona na wolniejszym sprzęcie komputerowym, nie wymagając przy tym obsługi technologii shader przez kartę graficzną.

### Dźwięk
Do zespołu dołączył również kompozytor i twórca dźwięków do gry Diablo Matt Uelmen, tworząc świetną muzykę i dźwięk do Torchlight. Uelmen oparł się na kontekście oraz tempie rozgrywki, które zaobserwował w najwcześniejszych grywalnych wersjach gry. W melodii, która towarzyszy graczowi podczas odwiedzin w mieście, Uelmen zawarł elementy znane z Diablo, ale postarał się też o wyraźną zmianę brzmienia. Specjalnie dla tej gry, nagrał ponad 200 sesji na których używał dwunastostrunowej gitary oraz innych instrumentów. Do niektórych fragmentów wykorzystał elektryczną gitarę stalową, tworząc zupełnie inny dźwięk niż w przypadku typowego użycia tego instrumentu w muzyce country.
Zatrudniono wielu aktorów głosowych z pomocą aktorki Lani Minella, której głos również można usłyszeć w Torchlight.

## MMO
Runic Games planuje wydać grę MMORPG osadzoną w świecie Torchlight 18 miesięcy do 2 lat po wydaniu gry w trybie jednoosobowym. Max Schaefer wyjaśnił dlaczego postanowili wydać obydwie gry, zamiast zdecydować się na jedną: tryb jednoosobowy ma zaprezentować światu jak wygląda rozgrywka w Torchlight i przygotować grunt pod wydanie MMO. Dzięki temu, łatwiej i szybciej będzie opracować teraz grę MMO, niż gdyby zaczęli od tego projektu. Torchlight MMO będzie zupełnie osobną grą, jednak wspólny będzie model rozgrywki oraz niektóre grafiki.
Gra MMO wprowadzi również pewne różnice w mechanice gry oraz znacznie szerszy wybór otoczenia. Studio Runic Games podpisało kontrakt z chińską firmą Perfect World Co. Ltd., która zajmie się opublikowaniem MMO na świecie.
Ponieważ gra MMO została zaplanowana jako gra darmowa, wielu uważa ją za „darmowy upgrade MMO” dla jednoosobowej gry Torchlight.